# Trégomeur
Trégomeur é uma comuna francesa na região administrativa da Bretanha, no departamento Côtes-d'Armor. Estende-se por uma área de 10,33 km². Em 2010 a comuna tinha 960 habitantes (densidade: 92,9 hab./km²).